# 欧仙院
欧仙院，位于中国广东省东莞市东莞市石龙镇黄家山村，为东莞市的一个市、县级文物保护单位，类型为近现代重要史迹及代表性建筑，公布时间为1990年2月1日。
欧仙院的历史年代为民国。